# Чапаево (Джанкойский район)
Чапаево (укр. Чапаєве, крымскотат. 2-nci Çirik, 2-нджи Чирик), до начала XX века Эскико́й-Тама́ (укр. Ескікой-Тама, крымскотат. Eskiköy Tama, Эскикой Тама) — исчезнувшее село в Джанкойском районе Республики Крым, располагавшееся на северо-западе района, примерно в 2 км к северо-западу от современного села Пахаревка.

### Динамика численности населения
| - 1805 год — 178 чел. - 1864 год — 44 чел. - 1889 год — 20 чел. - 1892 год — 0 чел. | - 1900 год — 60 чел. - 1915 год — 73/66 чел. - 1926 год — 77 чел. |

## История
Первое документальное упоминание села встречается в Камеральном Описании Крыма… 1784 года, судя по которому, в последний период Крымского ханства Ески Киой входил в Сакал кадылык Перекопского каймаканства. После присоединения Крыма к России (8) 19 апреля 1783 года, (8) 19 февраля 1784 года, именным указом Екатерины II сенату, на территории бывшего Крымского Ханства была образована Таврическая область и деревня была приписана к Перекопскому уезду. После Павловских реформ, с 1796 по 1802 год, входила в Перекопский уезд Новороссийской губернии. По новому административному делению, после создания 8 (20) октября 1802 года Таврической губернии, Джага-Тама был включён в состав Джанайской волости Перекопского уезда.
По Ведомости о всех селениях в Перекопском уезде состоящих с показанием в которой волости сколько числом дворов и душ… от 21 октября 1805 года в деревне Джага-Тама числилось 25 дворов, 155 крымских татар и 23 цыгана. На военно-топографической генерал-майора Мухина карте 1817 года деревня Ескитама обозначена с 20 дворами . После реформы волостного деления 1829 года Джага-Тама, согласно «Ведомости о казённых волостях Таврической губернии 1829 года», остался в составе Джанайской волости. На карте 1836 года в деревне Джагатама (Эскикой тама) 14 дворов. Затем, видимо, вследствие эмиграции крымских татар в Турцию, деревня опустела и на карте 1842 года записана как Джана-Тама (или Эскикой-Тама) и обозначена условным знаком «малая деревня», то есть, менее 5 дворов.
В 1860-х годах, после земской реформы Александра II, деревню включили в состав Бурлак-Таминской волости. В «Списке населённых мест Таврической губернии по сведениям 1864 года», составленном по результатам VIII ревизии 1864 года, Эскикой-тама (Джага-Тама и Чирчик вместе) — владельческая деревня, с 10 дворами, 44 жителями и мечетью при балке безъименной. По обследованиям профессора А. Н. Козловского начала 1860-х годов, в селении Джага-Тама «… нет колодцев, а только копани с глубиною 7—8 саженей» (14—16 м), вода в которых бывала не постоянно (копань — выкопанная на месте с близким залеганием грунтовых вод яма). Также указывалось, что в Джага-Тама «имеется запруда, но вода в ней высыхает». На трехверстовой карте Шуберта 1865—1876 года число дворов в деревне не указано. Согласно «Памятной книжке Таврической губернии за 1867 год», деревня была покинута жителями в 1860—1864 годах, в результате эмиграции крымских татар, особенно массовой после Крымской войны 1853—1856 годов, в Турцию и оставалась в развалинах, а в «Памятной книге Таврической губернии 1889 года» по результатам Х ревизии 1887 года записан Эски-Кой Ишуньской волости с 5 дворами и 20 жителями.
После земской реформы 1890 года Джага-Таму отнесли к Богемской волости. В «…Памятной книжке Таврической губернии на 1892 год» в сведениях о Богемской волости никаких данных о деревне, кроме названия Эски-Кой-Тама, не приведено. По «…Памятной книжке Таврической губернии на 1900 год» в экономии Эскикой-Тама числилось 60 жителей в 1 дворе. По Статистическому справочнику Таврической губернии. Ч.II-я. Статистический очерк, выпуск пятый Перекопский уезд, 1915 год, в экономии Чирик (она же «Эски-Кой-Тама» С. Б. Фальц-Фейн) Богемской волости Перекопского уезда числился 1 двор с русским населением в количестве 55 человек приписных жителей и 66 «посторонних». На хуторе Эски-Кой-Тама (он же Чирик) той же владелицы — 3 двора с русским населением в количестве 18 приписных жителей.
После установления в Крыму Советской власти, по постановлению Крымревкома от 8 января 1921 года № 206 «Об изменении административных границ» была упразднена волостная система и в составе Джанкойского уезда был создан Джанкойский район. В 1922 году уезды преобразовали в округа. 11 октября 1923 года, согласно постановлению ВЦИК, в административное деление Крымской АССР были внесены изменения, в результате которых округа были ликвидированы, основной административной единицей стал Джанкойский район и село включили в его состав. Согласно Списку населённых пунктов Крымской АССР по Всесоюзной переписи 17 декабря 1926 года, на хуторе Чирик Новый, Ново-Александровского сельсовета Джанкойского района, числилось 17 дворов, население составляло 77 человек, из них 33 украинца, 19 русских, 24 армянина, 1 болгарин. На подробной карте РККА северного Крыма 1941 года в Чирике № 2 отмечено 62 двора.
В 1944 году, после освобождения Крыма от фашистов, 12 августа 1944 года было принято постановление № ГОКО-6372с «О переселении колхозников в районы Крыма» и в сентябре 1944 года в район приехали первые новоселы (27 семей) из Каменец-Подольской и Киевской областей, а в начале 1950-х годов последовала вторая волна переселенцев из различных областей Украины. С 25 июня 1946 года Чирик в составе Крымской области РСФСР, а 26 апреля 1954 года Крымская область была передана из состава РСФСР в состав УССР. К 1960 году уже село Чирик было переименовано в Чапаево. Время включения в Новокрымский сельсовет пока не установлено: на 15 июня 1960 года село уже числилось в его составе. Ликвидировано между 1 июня 1977 года (на эту дату село ещё числилось в составе совета) и 1985 годом (в перечнях административно-территориальных изменений после этой даты не упоминается).